# La Venta (Honduras)
La Venta es un municipio del departamento de Francisco Morazán en la República de Honduras.

## Toponimia
Según la tradición local, los habitantes respondían al preguntarles ¿de dónde vienen? Ellos decían “venimos de La Venta”, ¿para dónde va? “para La Venta”, ya que venían de comprar o vender algo, así surgió el nombre del municipio. 

## Límites
La Venta está situado en una pequeña meseta del cerro que comíenza al subirse desde el Río Moramulca.
| Orientación | Límite                                        |
| ----------- | --------------------------------------------- |
| Norte       | Municipio de Sabanagrande, Francisco Morazán  |
| Sur         | Municipio de San Antonio de Flores, Choluteca |
| Sur         | Municipio de San Isidro, Choluteca            |
| Este        | Municipio de San José, Choluteca              |
| Oeste       | Municipio de San José, Choluteca              |
| Oeste       | Municipio de Reitoca, Francisco Morazán       |

## Historia
En 1801, en el recuento de población de 1801 figuraba como parte de la Subdelegación de Tegucigalpa.
En 1889, en la División Política Territorial de 1889 era uno de los municipios que formaba el Distrito de Sabanagrande.

## División Política
Aldeas: 5 (2013)
Caseríos: 84 (2013)
| Código | Aldea                             |
| ------ | --------------------------------- |
| 080801 | La Venta (cabecera del municipio) |
| 080802 | El Porvenir                       |
| 080803 | Ojos de Agua                      |
| 080804 | Opimuca                           |
| 080805 | San Jorge                         |